# Night of the Dead
Night of the Dead (Original: Night of the Dead: Leben Tod) ist ein dem Splatterfilm zugehöriger, US-amerikanischer Direct-to-DVD-Horrorfilm des Regisseurs Eric Forsberg aus dem Jahr 2006. Forsberg verfasste auch das Drehbuch.
Der mit 250.000 US-Dollar budgetierte Zombiefilm wurde im kalifornischen Long Beach gedreht. Die Inszenierung wurde erstmals am 28. Juni 2006 in den Vereinigten Staaten aufgeführt, lief anschließend auf diversen Filmfestivals, bevor sie in die Videoauswertung kam. Die deutsche DVD-Erstaufführung erfolgte am 26. April 2007.

## Handlung
Der deutschstämmige Wissenschaftler Dr. Gabriel Schreklich forscht in seiner Privatklinik fieberhaft an einem selbst entwickelten Serum, das Tote wiederauferstehen lässt. Nach dem unerwarteten Unfalltod seiner kleinen Tochter Christi nebst Gattin, die er liebevoll „Schatzi“ nennt, verstärkt Schreklich seine Bemühungen, das Mittel zu perfektionieren. Im Zuge seiner Forschungen gelingt es ihm schließlich, die beiden Unfallopfer mit seinem noch nicht ganz ausgereiften Medikament zu erwecken – mit ungeahnten Nebenwirkungen. Die lebenden Toten entwickeln kannibalistische Züge und verwandeln sich in sogenannte Zombies mit einer schier unstillbaren Gier nach Menschenfleisch. Der treusorgende Arzt und Familienvater versorgt schweren Herzens seine unter Verschluss gehaltenen untoten „Experimente“ mit Nahrung. Im Keller der Einrichtung hausen bald dutzende Kreaturen. Er entwickelt sich im Laufe der Handlung zu einer tragischen Figur.
Eines Tages nimmt der Mediziner wider Willen eine weibliche Schwerverletzte in seiner Privateinrichtung auf, die von ihren beiden Eltern begleitet wird. Trotz sofortiger Hilfe und einer Bluttransfusion erliegt die junge Latino-Patientin jedoch ihren Verletzungen. Unglücklicherweise verstirbt auch der blutspendende Vater der Frau. Geistesgegenwärtig injiziert der Wissenschaftler zunächst der Verstorbenen das Serum. Sein Neffe Peter, der nichts von den Machenschaften seines Verwandten ahnt, und Schreklichs bulliger Assistent Günther werden Augenzeuge, als die totgeglaubte Probandin zu neuem Leben erwacht. Vom Klinikpersonal unbeobachtet fällt die zum Zombie mutierte Frau später ihre eigene Mutter an und tötet diese. Derweil belebt Dr. Schreklich gemeinsam mit dem debilen Günther den Vater der eingelieferten Frau, der sich zeitlich versetzt ebenfalls in eine blutgierige Bestie verwandelt. Anschließend informiert der Forscher seinen Neffen über seine Forschungsarbeiten und die makaberen Zustände des Instituts. Peter ist schockiert; der Assistenzarzt bewohnt ein Zimmer des Hospitals mit seiner hochschwangeren Frau Anais, die er auf Anraten seines Onkels mit sonderbaren Vitaminpräparaten in Pillenform versorgt.
Als Anais im Keller des weitläufigen Gebäudes zufälligerweise die eingeschlossene Frau Schreklichs nebst Tochter entdeckt und diese befreit, kommt sie nach und nach hinter das schreckliche Geheimnis der Einrichtung. Sie löst unweigerlich ein Schreckensszenario aus und die Situation eskaliert nach dem Tod Günthers und Dr. Schreklichs. Heerscharen von Untoten wandeln durch die Krankenstationen. Die Getöteten verwandeln sich ihrerseits in fleischgierige Ungetüme, während Peter unvorsichtigerweise von Christi infiziert wird. Seine Verwandlung steht unmittelbar bevor. Anais gelingt es jedoch mit Hilfe einer dunkelhäutigen Krankenschwester und diversen Gaben von Antibiotika, die Mutation zunächst zu verhindern. Als Peter dennoch die helfende Krankenschwester tötet, appelliert Anais unter Tränen an Peters Vernunft und erbittet dessen Hilfe. Peter befallen daraufhin Selbstzweifel und trotz sichtbarer Veränderung bekämpft er fortan die Zombiescharen. Nach kräftezehrenden Kampfhandlungen bringt er ein zuvor ausgeströmtes Gas in selbstmörderischer Absicht zur Explosion. Das gesamte Areal wird verwüstet.
Die hochschwangere Anais überlebt mit geheimen Aufzeichnungen und einigen Proben der Experimente die Detonation, als sie am Ende des Films von einem behandelnden Arzt erfährt, dass ihr Ungeborenes vermutlich tot sei. Aus den beigeführten Aufzeichnungen entnimmt sie schließlich, dass sie bereits seit längerem tot sei und lediglich durch tägliche Medikamentengaben die Symptome des körperlichen Verfalls stoppen konnte. Mit stoischer Ruhe injiziert sie sich im Beisein der ebenfalls geretteten Christi eine Gabe des Serums, um sich und ihr Baby zu retten.

## Kritiken
Das Lexikon des internationalen Films schrieb, der Film sei „geschmackloser Horrorfilm voller Scheußlichkeiten, der eine Unmenge an Blut- und Ekeleffekten“ produziere.